# Benque
Benque település Franciaországban, Haute-Garonne megyében. Lakosainak száma 175 fő (2022. január 1.). Benque Alan, Bachas, Boussan, Eoux, Lussan-Adeilhac, Montoulieu-Saint-Bernard, Peyrissas és Samouillan községekkel határos.

## Népesség
A település népességének változása:
| Lakosok száma | 231  | 168  | 170  | 145  | 163  | 162  | 162  | 166  | 168  | 175  |
|               | 1968 | 1982 | 1990 | 2006 | 2013 | 2015 | 2017 | 2019 | 2020 | 2022 |